# Calio (Dacota do Norte)
Calio é uma cidade localizada no estado norte-americano de Dacota do Norte, no Condado de Cavalier.

## Demografia
Segundo o censo norte-americano de 2000, a sua população era de 24 habitantes. 
Em 2006, foi estimada uma população de 21, um decréscimo de 3 (-12.5%).

## Geografia
De acordo com o United States Census Bureau tem uma área de 
23,1 km², dos quais 21,2 km² cobertos por terra e 1,9 km² cobertos por água. Calio localiza-se a aproximadamente 476 m acima do nível do mar.

## Localidades na vizinhança
O diagrama seguinte representa as localidades num raio de 24 km ao redor de Calio. 